# Surazomus boliviensis
Espèce
Surazomus boliviensis est une espèce de schizomides de la famille des Hubbardiidae.

## Distribution
Cette espèce est endémique du département de Beni en Bolivie,.

## Description
Le mâle holotype mesure 3,26 mm.

## Étymologie
Son nom d'espèce, composé de bolivi[e] et du suffixe latin -ensis, « qui vit dans, qui habite », lui a été donné en référence au lieu de sa découverte, la Bolivie.

## Publication originale
- Cokendolpher & Reddell, 2000 : New and rare Schizomida (Arachnida: Hubbardiidae) from South America. Amazoniana, vol. 16, no 1/2, p. 187-212 (texte intégral).